# اداو (ابركاك الشمالي)
اداو هو دُوَّار يقع بجماعة إيسافن، إقليم طاطا، جهة سوس ماسة في المملكة المغربية. ينتمي الدوّار لمشيخة ابركاك الشمالي التي تضم 6 دواوير. يقدر عدد سكانه بـ 23 نسمة حسب الإحصاء الرسمي للسكان والسكنى لسنة 2004.

## روابط خارجية
- البوابة الوطنية للجماعات الترابية
- المندوبية السامية للتخطيط